# Rudolf Jennewein
Rudolf Jennewein (* 19. April 1922; † 7. August 1983) war ein deutscher Fußballspieler, der während des Zweiten Weltkriegs im Jahr 1943 mit Holstein Kiel in der Endrunde um die deutsche Fußballmeisterschaft den 3. Platz belegte. Von 1946 bis 1952 hat der zumeist in der Läuferreihe im damaligen WM-System Verwendung findende Spieler nach Ende des Zweiten Weltkriegs beim VfL Neckarau und dem VfR Mannheim insgesamt 140 Ligaspiele (3 Tore) in der damals erstklassigen Fußball-Oberliga Süd absolviert.

## Laufbahn

### Fußball während des Krieges in Kiel und Hamburg, bis 1945
In den zwei Nachschlagewerken von Ebner und Zeilinger über den Fußball im Zweiten Weltkrieg in Baden und Mannheim ist kein Hinweis enthalten über Spiele des jungen Jennewein beim VfL Neckarau in der Gauliga Baden. Dagegen taucht Jennewein bei Kiel ab 1941 und später in Hamburg als Spieler während des Zweiten Weltkrieges auf. Er war wie viele andere Marinesoldaten nach Kiel gekommen und taucht erstmals im Tschammerpokal des Jahres 1941 in der Aufstellung der Blau-Weiß-Roten aus der Fördestadt auf. Im Verein von Präsident Carl Friese und Spielertrainer Franz Linken gehörte der 19-Jährige als Außenläufer am 12. Juli 1941 der Holstein-Elf an, welche mit einem 2:1 den Hamburger SV aus dem Pokalwettbewerb warf. Es folgten Erfolge gegen den SV Werder Bremen (2:1), Blau-Weiß 90 Berlin (4:0) und den 1. SV Jena (2:1), ehe mit einer 0:6-Klatsche im Halbfinale beim FC Schalke 04 der Weg ins Finale beendet war. Zumeist spielte der junge Mann aus Neckarau rechter Außenläufer an der Seite von Mittelläufer Kurt Krüger. In der Saison 1942/43 gewann Holstein Kiel in der Gauliga Schleswig-Holstein mit 34:2 Punkten die Meisterschaft und zog in die Endrunde um die deutsche Fußballmeisterschaft ein. Der 4:1-Erfolg am 30. Mai 1943 vor 18.000 Zuschauern gegen den FC Schalke 04 ging in die Annalen der Fördeelf ein. An der Seite von Mitspielern wie Krüger, Alfred Boller, Linken, Leo Möschel und Ottmar Walter scheiterte Kiel erst im Halbfinale mit 1:3 gegen den Dresdener SC. Das Spiel um den 3. Platz entschieden die Blau-Weiß-Roten aber am 26. Juni mit 4:1 gegen First Vienna Wien – mit Karl Decker und Rudolf Noack – für sich. Bereits zwei Monate später, am 29. August 1943, trat Jennewein mit Kiel im Tschammerpokal 1943 gegen Eintracht Braunschweig (5:4) an. Beim 3:0-Auswärtserfolg bei Hertha BSC stürmte auch der Lauterer Werner Baßler für Holstein. Am 3. Oktober war aber nach einer 2:4-Niederlage gegen den LSV Hamburg der Wettbewerb für Kiel beendet.
Durch Kriegsumstände bedingt spielte Jennewein in den zwei letzten Kriegsrunden 1943/44 und 1944/45 als Gastspieler beim Hamburger SV. Im Februar und März 1944 läuft er unter Spielertrainer Otto Rohwedder an der Seite von Erwin Seeler für den HSV in den zwei Gauligaspielen gegen den Eimsbütteler TV (3:0) und beim 2:2 gegen den LSV Hamburg auf. Desgleichen kommt er auch im Tschammerpokal Ende April/Anfang Mai 1944 gegen die Barmbecker SG (4:0) und FC St. Pauli (9:0) zu zwei Einsätzen, in denen er fünf Tore erzielt. In der letzten Kriegsrunde 1944/45 bestritt Jennewein für den HSV sechs Ligaspiele und erzielt dabei an der Seite von Erich Ebeling und Esegel Melkonian neun Tore.

### VfL Neckarau und VfR Mannheim, 1946–1958
Laut Knieriem/Grüne und Prüß/Irle führte der Weg von Jennewein nach Ende des Zweiten Weltkriegs nach Karlsruhe. Er soll 1945/46 beim dortigen Stadtteilverein VfB Mühlburg in der Landesliga Nordbaden gespielt haben. Bei Zeilinger wird er aber bereits am 12. Mai 1946, bei einem 2:0-Auswärtserfolg gegen Amicitia Viernheim, welcher den Meisterschaftsgewinn für den VfL Neckarau bedeutete, als rechter Verteidiger der Mannen um Fritz Balogh notiert. Eine interessante Begebenheit ist zu dieser Zeitphase im Jubiläumsbuch von Holstein Kiel nachzulesen. Am 10. Juli 1946 fand auf der Kieler Waldwiese ein Entscheidungsspiel zwischen Holstein Kiel und dem Eckernförder SV zur Ermittlung des Teilnehmers um die Norddeutsche Meisterschaft statt. Holstein hatte sich beim 4:2-Erfolg vor 10.000 Zuschauern mit den ehemaligen Gastspielern Werner Baßler und Rudolf Jennewein verstärkt. Der Einsatz so genannter »Zonenspringer« wurde in der Oberliga, obwohl statutenwidrig, bis zum Jahresende 1947 geduldet.
In die 20er-Liga der Oberliga Süd 1946/47 startete Neckarau am 29. September 1946 mit einem 3:0-Auswärtserfolg gegen den FC Phönix Karlsruhe. Die erste Heimniederlage kassierte der VfL am 12. Januar 1947 mit einem 1:2 im Lokalderby gegen den VfR Mannheim. Jennewein agierte vor Torhüter Otto Diringer als rechter Verteidiger und Stürmerstar Balogh hatte in der 29. Minute die frühe 1:0-Führung des VfR durch Karl Striebinger egalisiert, aber VfR-Mittelstürmer Otto Bardorf hatte noch in der ersten Halbzeit den Siegtreffer für den VfR erzielt. Erst mit dem 3:2-Auswärtserfolg am 13. Juli 1947 bei München 1860 konnte sich Neckarau als 16. am Rundenende den Klassenerhalt sichern.
Im zweiten Neckarauer Oberligajahr, 1947/48, stand der Defensivspieler in 31 Ligaspielen (1 Tor) auf dem Platz, aber insbesondere die zwei Niederlagen am 6. Juni 1948 gegen das deutlich abgeschlagene Schlusslicht Sportfreunde Stuttgart (1:3) und die SpVgg Fürth am 27. Juni mit 1:2, führten im Sommer 1948 zum Abstieg in das Amateurlager. Es folgte die Vizemeisterschaft 1948/49 in der Landesliga Nordbaden, das Nichtbestehen in der Aufstiegsrunde zur Oberliga Süd und die Berufung in die badische Auswahl zu einem Spiel am 25. Juni 1949 in Mannheim gegen Niedersachsen (3:2). Im zweiten Anlauf gelang 1949/50 die Meisterschaft und nach einem Entscheidungsspiel am 25. Juni 1950 in Heilbronn vor 10.000 Zuschauern gegen die TSG Ulm 1846 mit einem 3:0 die Oberligarückkehr. Balogh zeichnete sich als dreifacher Torschütze aus, Jennewein dirigierte als Mittelläufer die VfL-Abwehr und der Hattrick-Torschütze wurde im Angriff von den Gramminger-Zwillingen Karl und Martin tatkräftig unterstützt.
Als Aufsteiger belegte Neckarau den zufriedenstellenden 11. Rang und Jennewein hatte in 33 Ligaeinsätzen ein Tore erzielt. Überschattet wurde die Runde aber vom Unfalltod von Fritz Balogh am 14. Januar 1951. Der geschwächte VfL stieg auf dem 16. Rang 1951/52 aus der Oberliga ab und der Defensivspieler Jennewein schloss sich nach insgesamt 119 Oberligaeinsätzen für Neckarau mit drei Toren zur Saison 1952/53 dem VfR Mannheim an. Nach zwei Runden bei den Blau-Weiß-Roten mit weiteren 21 Oberligaeinsätzen kehrte er zum Sommer 1954 zum VfL Neckarau zurück. Dort feierte der Routinier und Abwehrchef in der Saison 1957/58 in der 1. Amateurliga Nordbaden die Meisterschaft – er hatte 29 Ligaspiele bestritten –, konnte sich mit dem VfL aber nicht in den Aufstiegsspielen gegen die Konkurrenten VfB Friedberg, 1. FC Bamberg, Offenburger FV und Union Böckingen zur 2. Liga Süd behaupten. In der Dokumentation von Ebner wird Jennewein von 1954 bis 1959 mit 121 (2 Tore) für den VfL Neckarau in der 1. Amateurliga Nordbaden aufgeführt. Danach beendete er seine Spielerlaufbahn und wurde Trainer im Amateurbereich. Unter anderem trainierte er in Runde 1960/61 in der 2. Amateurliga Rhein-Neckar die SpVgg Fortuna Edingen.